# Weibel (Sportschütze)
Weibel war ein Schweizer Sportschütze.

## Erfolge
Weibel war der Familienname eines Sportschützen, der an den Olympischen Spielen 1920 in Antwerpen teilnahm. Gemeinsam mit Eugene Addor, Werner Schneeberger, Fritz Kuchen und Joseph Jehle belegte er im Mannschaftswettbewerb mit dem Armeegewehr über die kombinierte 300- und 600-Meter-Distanz hinter der US-amerikanischen und der norwegischen Mannschaft den dritten Rang, womit er sich die Bronzemedaille sicherte. Mit 114 Punkten war Weibel dabei neben Jehle der zweitbeste Schütze der Mannschaft.